# جورج والتر
جورج والتر (انگلیسی: George Walter; ۸ سپتامبر ۱۹۲۸ – ۴ مارس ۲۰۰۸) سندیکاچی، و سیاستمدار اهل آنتیگوآ و باربودا بود. وی از ۱۴ فوریه ۱۹۷۱ تا ۱ فوریه ۱۹۷۶ نخست‌وزیر این کشور بود.
جورج والتر در ۴ مارس ۲۰۰۸، در سن ۷۹ سالگی درگذشت.